# Романијски корпус ЈВуО
Романијски корпус (Горски штаб 220) био је корпус Југословенске војске у Отаџбини који је обухватао Сарајевски, Власенички, Рогатички и Калиновички срез током Другог свјетског рата. Командант корпуса био је капетан Милорад Момчиловић (погинуо на Лијевча пољу априла 1945). Према четничким изворима, бројно стање корпуса било је око 5000 бораца под оружјем. Са друге стране, Нијемци су крајем 1943. процијенили да је број четника у цијелој источној Босни био око 7500 људи.

### Састав корпуса
Командант: капетан Милорад Момчиловић
Начелник штаба: поручник корвете Славко Ђурковић
Ађутант: наредник-водник Благоје Станић
Заступник команданта: пуковник Гојко Борота
Шеф пропагандног одсека: поручник Живановић Стеван
Корпусни свештеник: свештеник Мијатовић Вељко

#### Бригаде
– 1. сарајевска (ком. п.пор. Саво Дерикоња, погинуо после рата)
– 2. сарајевска (ком. поручник Стева Воиновић, поручник Никола Вукасовић, капетан Владо Тешановић); начелник штаба Вељовић Душан, ађутант Капор Милорад, интендант арт. поручник Станић Радован, Летећи одред ком. п. поручник Вељовић Мирко, командант Игманског батаљона потпоручник Авлијаш Драго, командант Трнавског батаљона Бјелица Маринко
– 1. рогатичка (ком. поручник Добрица Ђукић, до јесени 1943, када постаје ком. Летеће бригаде “Босна“; погинуо је крајем 1944. од усташа; од јесени 1943. командант поручник Радомир Нешковић из Рогатице, убијен после рата)
– 2. рогатичка (ком. поручник Радивоје Косорић; убијен 1946. у селу Сочице код Рогатице)
– 1. романијска (ком. капетан Радомир Нешковић, до јесени 1943.)
– 2. романијска (ком. пор. Радивоје Косорић)
– Власеничка (ком. поручник Мићо Мићић па капетан Радомир Тушевљаковић; заробљен 1946, убијен у Сарајеву 1947)
– Калиновачка (ком. капетан Крсто Ковачевић до фебруара 1943, када је преминуо од тифуса, потом мајор Станоје Мазић, помоћник команданта Урош Говедарица)

## Напомена
Постојао је и 1. босански корпус, као привремена јединица. Командовао је Момчиловић, а корпус су чинили делови Романијског и Дринског корпуса. Командант Рогатичке групе бригада септембра 1944. био је Алекса Вукчевић. Командант Прве романијске јуришне бригаде био је поручник Стеван Југовић, а Пете калиновичке јуришне бригаде до 12. маја 1945. поручник Миливоје Поповић.